# Paronychia argyroloba
Paronychia argyroloba är en nejlikväxtart som beskrevs av Otto Stapf. Paronychia argyroloba ingår i släktet prasselörter, och familjen nejlikväxter. Inga underarter finns listade i Catalogue of Life.